# Roccabella
Roccabella är en bergstopp i Schweiz.   Den ligger i regionen Albula och kantonen Graubünden, i den östra delen av landet, 180 km öster om huvudstaden Bern. Toppen på Roccabella är 2 727 meter över havet, eller 228 meter över den omgivande terrängen. Bredden vid basen är 1,1 km.
Terrängen runt Roccabella är huvudsakligen bergig, men åt nordost är den kuperad. Närmaste större samhälle är St. Moritz, 13,3 km öster om Roccabella. 
Trakten runt Roccabella består i huvudsak av gräsmarker. Runt Roccabella är det glesbefolkat, med 13 invånare per kvadratkilometer.